# Team CSC/2007
Deze pagina geeft een overzicht van de wielerploeg Team CSC in 2007.
| Naam                  | Geboortedatum | Nationaliteit    | Ploeg 2006    |
| --------------------- | ------------- | ---------------- | ------------- |
| Kurt-Asle Arvesen     | 09-02-1975    | Noorwegen        |               |
| Lars Ytting Bak       | 16-01-1980    | Denemarken       |               |
| Michael Blaudzun      | 30-04-1973    | Denemarken       |               |
| Matti Breschel        | 31-08-1984    | Denemarken       |               |
| Fabian Cancellara     | 18-03-1981    | Zwitserland      |               |
| Íñigo Cuesta          | 03-06-1969    | Spanje           |               |
| Matthew Goss          | 05-11-1986    | Australië        | beloften      |
| Juan José Haedo       | 26-01-1981    | Argentinië       | Toyota United |
| Volodymyr Hoestov     | 15-02-1977    | Oekraïne         |               |
| Allan Johansen        | 14-07-1971    | Denemarken       |               |
| Bobby Julich          | 18-11-1971    | Verenigde Staten |               |
| Kasper Klostergaard   | 22-05-1983    | Denemarken       |               |
| Aleksandr Kolobnev    | 04-05-1981    | Rusland          | Rabobank      |
| Karsten Kroon         | 29-01-1976    | Nederland        |               |
| Marcus Ljungqvist     | 26-10-1974    | Zweden           |               |
| Anders Lund           | 14-02-1985    | Denemarken       | beloften      |
| Lars Michaelsen       | 13-03-1969    | Denemarken       |               |
| Stuart O'Grady        | 06-08-1973    | Australië        |               |
| Martin Pedersen       | 15-04-1983    | Denemarken       |               |
| Luke Roberts          | 25-01-1977    | Australië        |               |
| Carlos Sastre Candil  | 22-04-1975    | Spanje           |               |
| Andy Schleck          | 10-06-1985    | Luxemburg        |               |
| Fränk Schleck         | 15-04-1980    | Luxemburg        |               |
| Chris Anker Sørensen  | 05-12-1984    | Denemarken       | beloften      |
| Nicki Sørensen        | 14-05-1975    | Denemarken       |               |
| Christian Vande Velde | 22-05-1976    | Verenigde Staten |               |
| Jens Voigt            | 17-09-1971    | Duitsland        |               |
| David Zabriskie       | 12-01-1979    | Verenigde Staten |               |

1998 · 1999 · 2000 · 2001 · 2002 · 2003 · 2004 · 2005 · 2006 · 2007 · 2008 · 2009 · 2010 · 2011 · 2012 · 2013 · 2014 · 2015 · 2016
AG2R-La Mondiale · Astana · Bouygues Télécom · Caisse d'Epargne · Cofidis, Le Crédit par Téléphone · Crédit Agricole · Team CSC · Discovery Channel Pro Cycling Team · Euskaltel-Euskadi · La Française des Jeux · Team Gerolsteiner · Lampre - Fondital · Liquigas - Bianchi · Predictor-Lotto · Quick·Step - Innergetic · Rabobank · Saunier Duval - Prodir · Team Milram · T-Mobile Team · Unibet.com